# Sōryū
Cet article concerne un porte-avions des années 1930. Pour la classe de sous-marins du XXIe siècle, voir classe Sōryū.
Le Sōryū (en japonais : 蒼龍, « dragon bleu ») était un porte-avions servant dans la Marine impériale japonaise. Il prit part à l'attaque de Pearl Harbor le 7 décembre 1941 et fut coulé lors de la bataille de Midway le 4 juin 1942.

## Conception

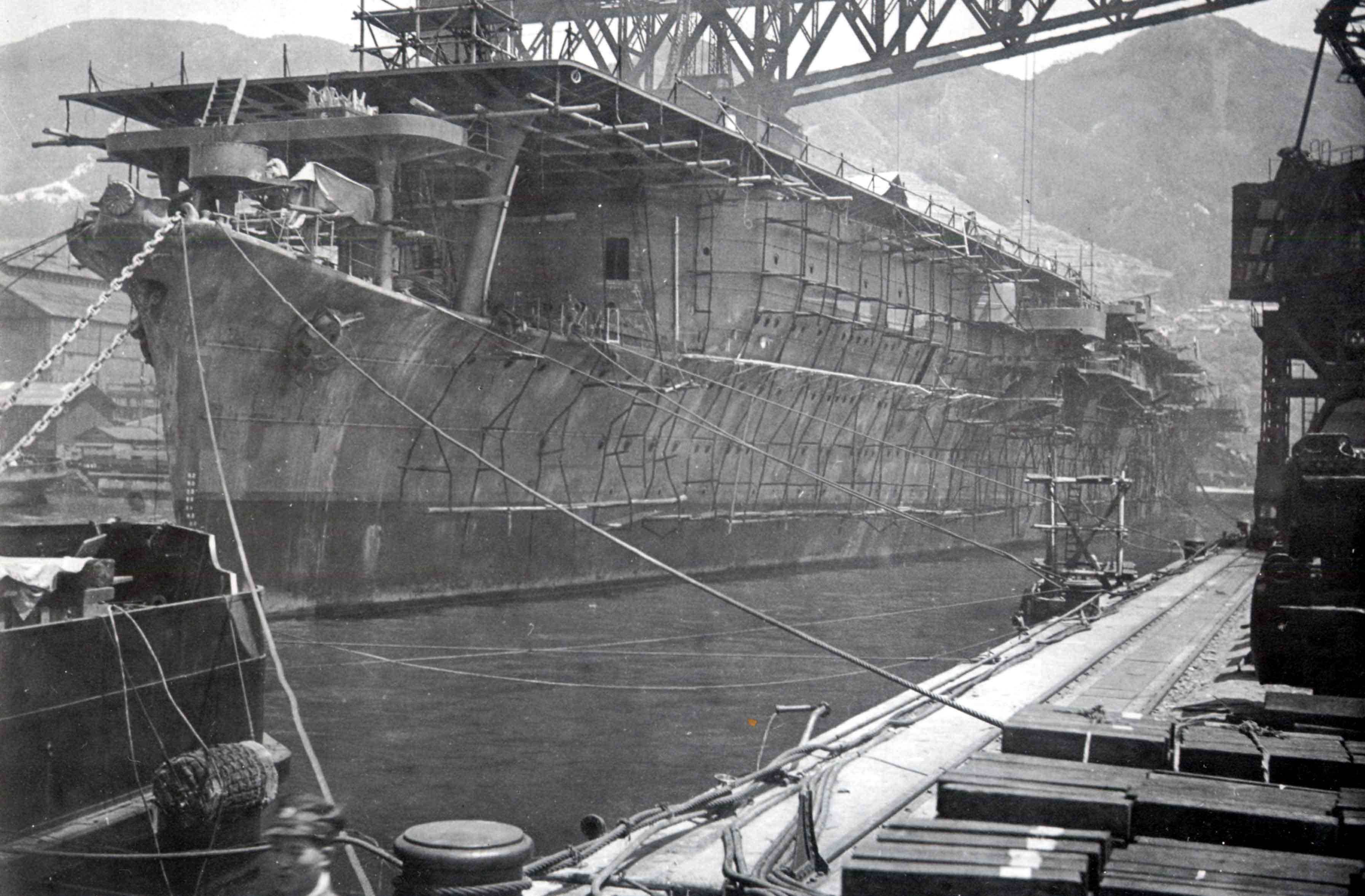
Sōryū en construction à l'arsenal naval de Kure, 1937.

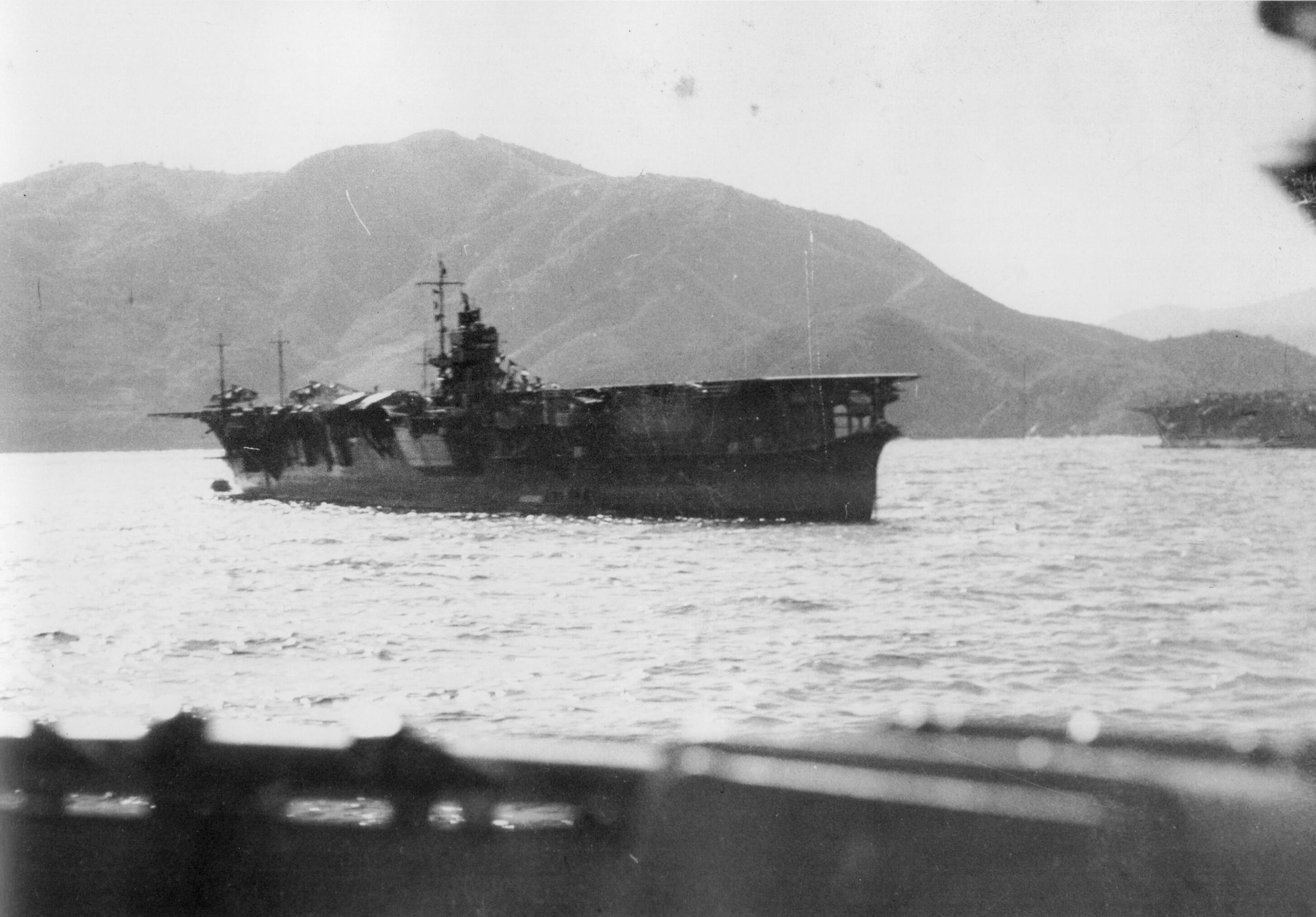
Le porte-avions japonais Sōryū à l'ancre.

La décision de sa construction a été prise lors du second plan de réarmement japonais. Le navire fut construit suivant les spécifications du traité de Washington qui fixait des limites en tonnage et en armement pour ce type de bâtiments à un total de 81 000 tonnes. La conséquence en fut que le Sōryū était un porte-avions de flotte relativement petit pour l'époque. Il déplaçait 15 900 tonnes et à pleine charge 19 100 tonnes.
Mais contrairement aux porte-avions japonais plus anciens, le Sōryū fut conçu comme tel dès l'origine. Sa quille posée à l'arsenal naval de Kure le 20 novembre 1934, il fut lancé le 23 décembre 1935 et armé le 29 décembre 1937.

### Pont d'envol
Ce fut le premier porte-avions japonais à posséder dès sa construction un petit îlot sur le pont d'envol même (Le Hosho en posséda un à sa construction, mais il fut rapidement supprimé lors d'une refonte). Le Sōryū l'avait sur le côté tribord du pont d'envol, à l'inverse du Hiryu qui l'eut sur bâbord.
Le pont d'envol lui faisait 216,80 m de long sur 27 m de large. Il s'étendait sur pratiquement toute la longueur de la coque, ne laissant dépasser qu'un petit bout de l'étrave. Il se trouvait soutenu, à la proue comme à la poupe, par des structures en croisillons permettant de garder au pont une forme rectangulaire sans souci avec la forme de la coque.
Les ascenseurs étaient au nombre de trois, celui de l'avant dans l'axe et les deux autres déportés sur la droite et plus petits que le premier. Le plus en avant mesurait 16 × 11,5 m, celui du milieu 11,5 × 12 m, et le plus en arrière 11,8 × 10 m. Ils étaient capables de supporter un avion d'un poids de 5 000 kg. Le Sōryū avait une capacité de stockage d'essence d'aviation de 570 000 litres.

### Blindage
Pour économiser du poids, seul un léger blindage était prévu.
Un blindage latéral de 41 mm au niveau de la ligne de flottaison ne protégeait que la zone des machines et les magasins. Une cloison anti-éclats interne était prévue contre les explosions sous-marines. Le blindage du pont n'avait que 25 mm d'épaisseur au-dessus des machines et 55 mm au-dessus des magasins et des réservoirs d'essence d'aviation.

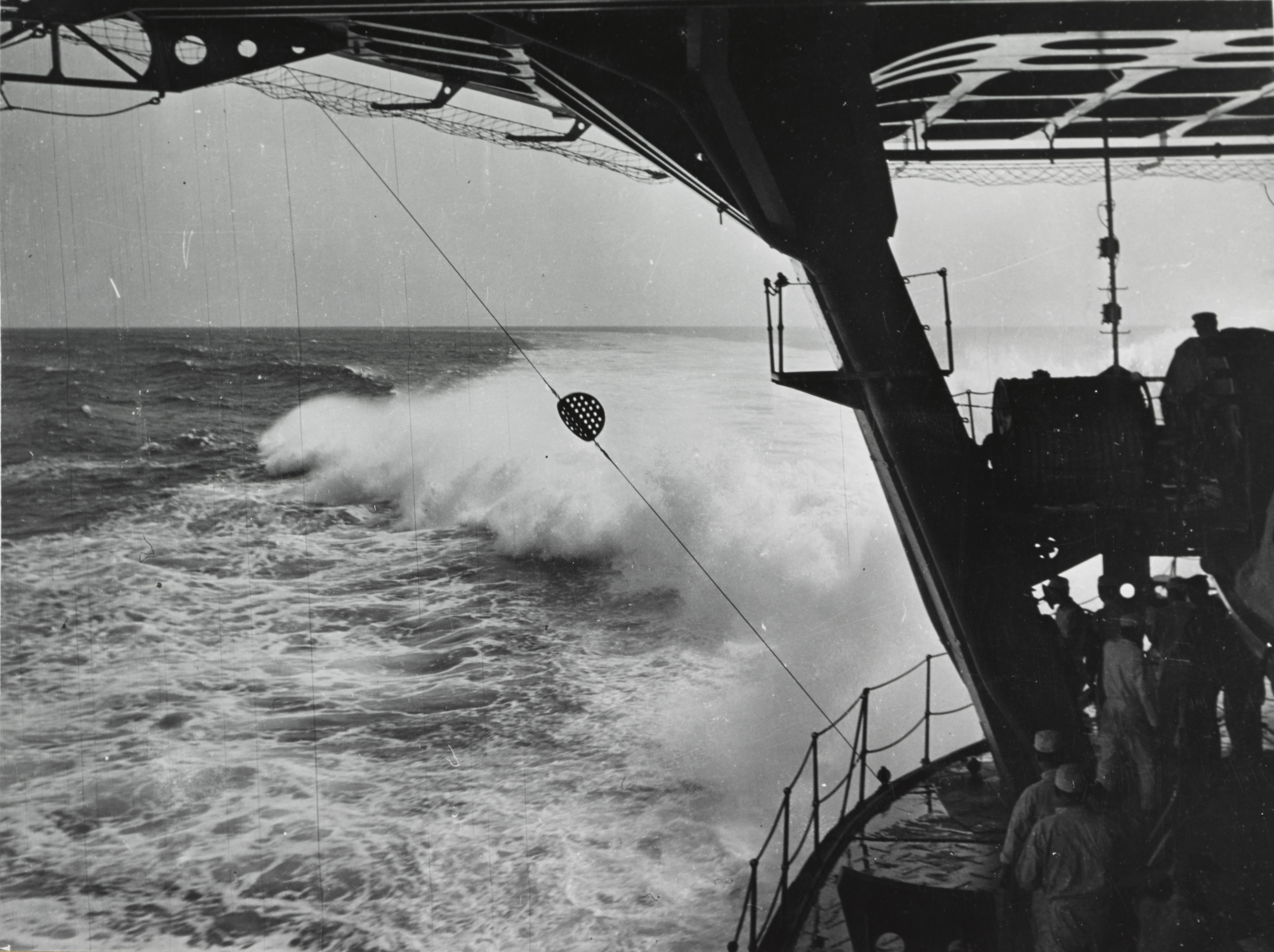
La poupe du Sōryū lors de ses essais de vitesse, novembre 1937.

### Appareil moteur
À la construction, il se composait de quatre groupes de turbines à engrenages, actionnant quatre hélices. La vapeur était fournie par huit chaudières Kampon fonctionnant au fioul. Il en transportait 3 650 t, ce qui lui donnait une autonomie de 7 750 milles marins (14 350 km) à 18 nœuds. Les fumées étaient dirigées vers deux cheminées sur tribord vers le centre du navire, celles-ci étant tournées vers la surface de la mer. Cet appareil moteur[pas clair] était équivalent à celui d'un croiseur lourd de la classe Mogami. Sa puissance était de 152 000 ch (113 000 kW), et donnait au navire une vitesse de 34,5 nœuds. À l'époque de sa mise en service, il devint ainsi le bâtiment de ce type le plus rapide dans le monde.

### Armements
Il est doté d'une artillerie lourde antiaérienne composée de douze canons de 127 mm en six affuts doubles de 127 mm/40 Type 89, trois sur chaque bord. Ils étaient installés sur des passerelles extérieures et à un niveau inférieur au pont d'envol, soutenues par des renforts cylindriques en appui sur la coque. Il y avait à tribord deux positions en avant de l'îlot, et une troisième à l'arrière, juste à l'avant du dernier ascenseur. En revanche à bâbord il n'y avait qu'une position en avant de l'ilot, les deux autres étant à l'arrière, situées entre les deux ascenseurs les plus reculés.
Son artillerie légère est composée de 28 canons de 25 mm Type 96 en quatorze affuts doubles. Il y en avait trois à l'étrave devant le pont d'envol, cinq sur tribord: trois entre les deux cheminées et l'affuts de 127 mm double arrière, et deux après ce même affut, et six sur bâbord : trois juste en face de l'îlot, derrière l'affut de 127 mm double, et les trois dernières au centre du navire, devant les deux affuts de 127 mm doubles. Les passerelles de ceux-ci étaient aussi à un niveau inférieur au pont d'envol.
Le groupe aérien était de 57 appareils disponibles, plus 16 appareils en réserve. Ces 16 derniers n'étaient pas utilisables en l'état et devaient être remontés car stockés en pièces détachées. Initialement en 1937, le groupe devait consister en 18 Mitsubishi A5M "Claude", chasseurs monoplans, 27 Aichi D1A2 Susie bombardiers en piqué Type 96, et 12 Yokosuka B4Y Jean, bombardiers torpilleurs Type 96. Seulement les A5M n'étaient pas encore disponible en nombre et des chasseurs biplans Nakajima A4N1 sont embarqués dans un premier temps.
Les 57 appareils disponibles au début du second conflit mondial étaient 21 A6M2 Zeke, 18 D3A1 Val et 18 B5N2 Kate.

## Service
À sa mise en service en 1937, le Sōryū est affecté à la Seconde Division de porte-avions en compagnie du Ryūjō. Il participa alors au conflit avec la Chine et à son blocus maritime.

### Pearl Harbor

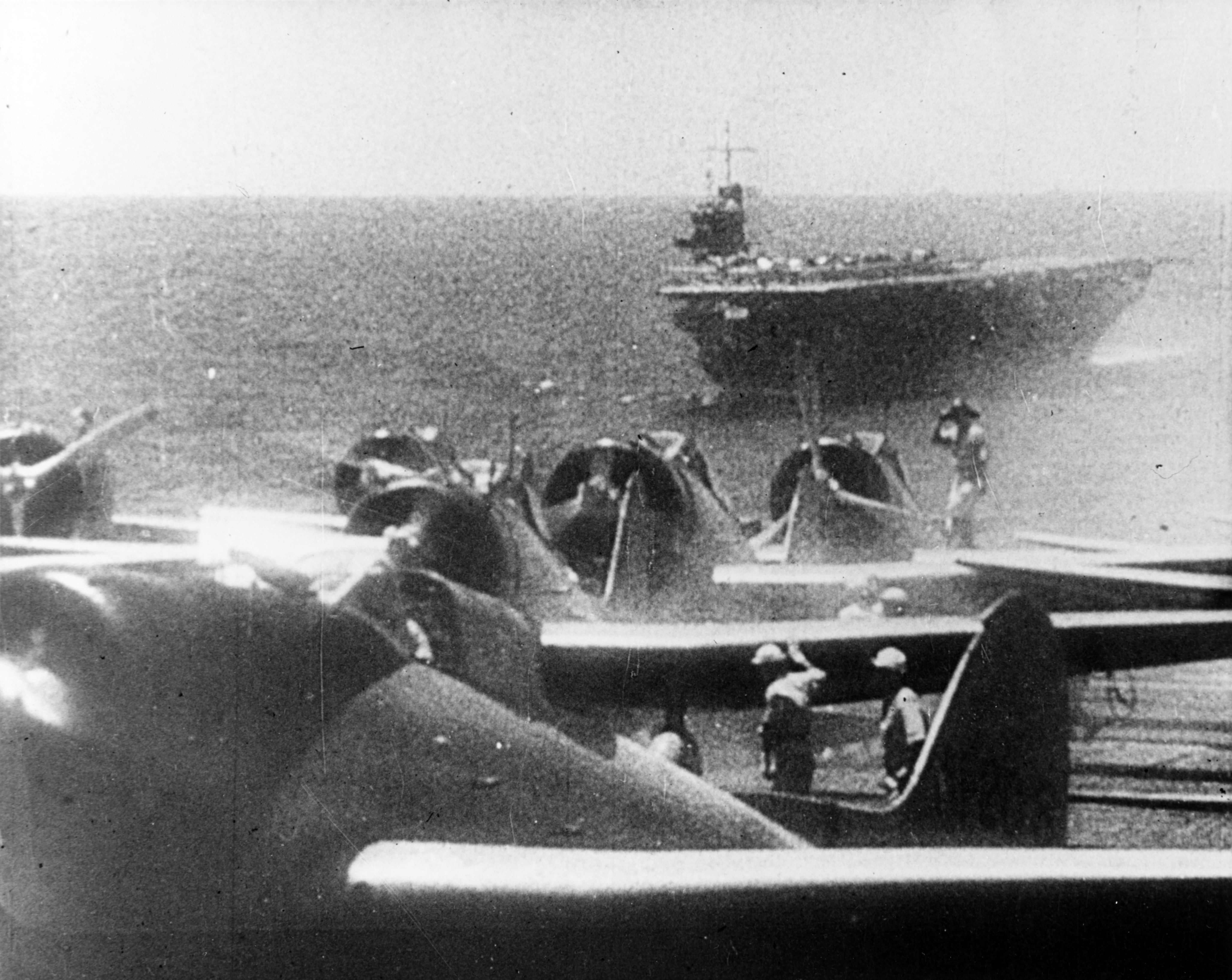
Des bombardiers en piqué D3A1 se préparent à décoller depuis un porte-avion pour attaquer Pearl-Harbor le 7 décembre 1941 ; on aperçoit le Sōryū en arrière-plan.

Sous le commandement du capitaine Ryusaku Yanagimoto, le Sōryū fut l'un des six porte-avions participant à l'attaque de Pearl Harbor, le 7 décembre 1941. Il lança ce jour-là deux attaques sur la base navale américaine, composées pour la première de 8 B5N2 torpilleurs, 10 B5N2 bombardiers horizontaux armés d'une bombe de 800 kg, et 8 chasseurs A6M2, et pour la seconde de 17 bombardiers en piqué D3A1 et 9 chasseurs A6M2.
La première attaque avait pour cible les navires à l'ancre dans la rade, USS Nevada, USS Tennessee et USS West Virginia, qui furent la cible des bombardiers en piqué Aichi D3A, ainsi que les USS Utah, USS Helena, USS California et USS Raleigh qui furent torpillés. La base aérienne de Barber's Point fut également attaquée.
La deuxième vague visa le California, le Raleigh et les installations portuaires.

### Wake
Du 21 au 23 décembre 1941, le Sōryū participa en compagnie du Hiryu à l'attaque de Wake. Les deux porte-avions ont lancé 29 bombardiers en piqué D3A1 et 2 bombardiers B5N2, escortés par 18 chasseurs A6M2 Zéros, pour attaquer des cibles au sol. Ils ne rencontrèrent cette fois là aucune opposition aériennes. Le lendemain ils lancent 35 B5N gréés en bombardiers horizontaux et 6 chasseurs A6M2 Zéros. Ils furent interceptés par les 2 chasseurs Grumman F4F Wildcat survivants du Fighter Squadron VMF-211 des Marines basé sur l'île. Les Wildcats abattirent 2 B5N avant d'être eux-mêmes mis hors de combat. La garnison se rendit le lendemain après le débarquement des troupes japonaises.
En janvier 1942, il servit dans le groupe aéronaval qui soutenait l'invasion des Palaos.

### Mer de Java
Le 19 février 1942, il participa au bombardement de Darwin (Australie). En mars, il prit part à la bataille de la mer de Java, coulant notamment le pétrolier USS Pecos.

### Océan Indien
En avril 1942, le Sōryū prit part à la campagne de l'océan Indien, bombardant Ceylan et participant le 5 à la destruction des croiseurs HMS Cornwall et HMS Dorsetshire puis, le 9, à celle du porte-avions britannique HMS Hermes et des bâtiments qui l'escortaient.
Il participa à la poursuite des porte-avions américains participant au raid de Doolittle, le 19 avril.

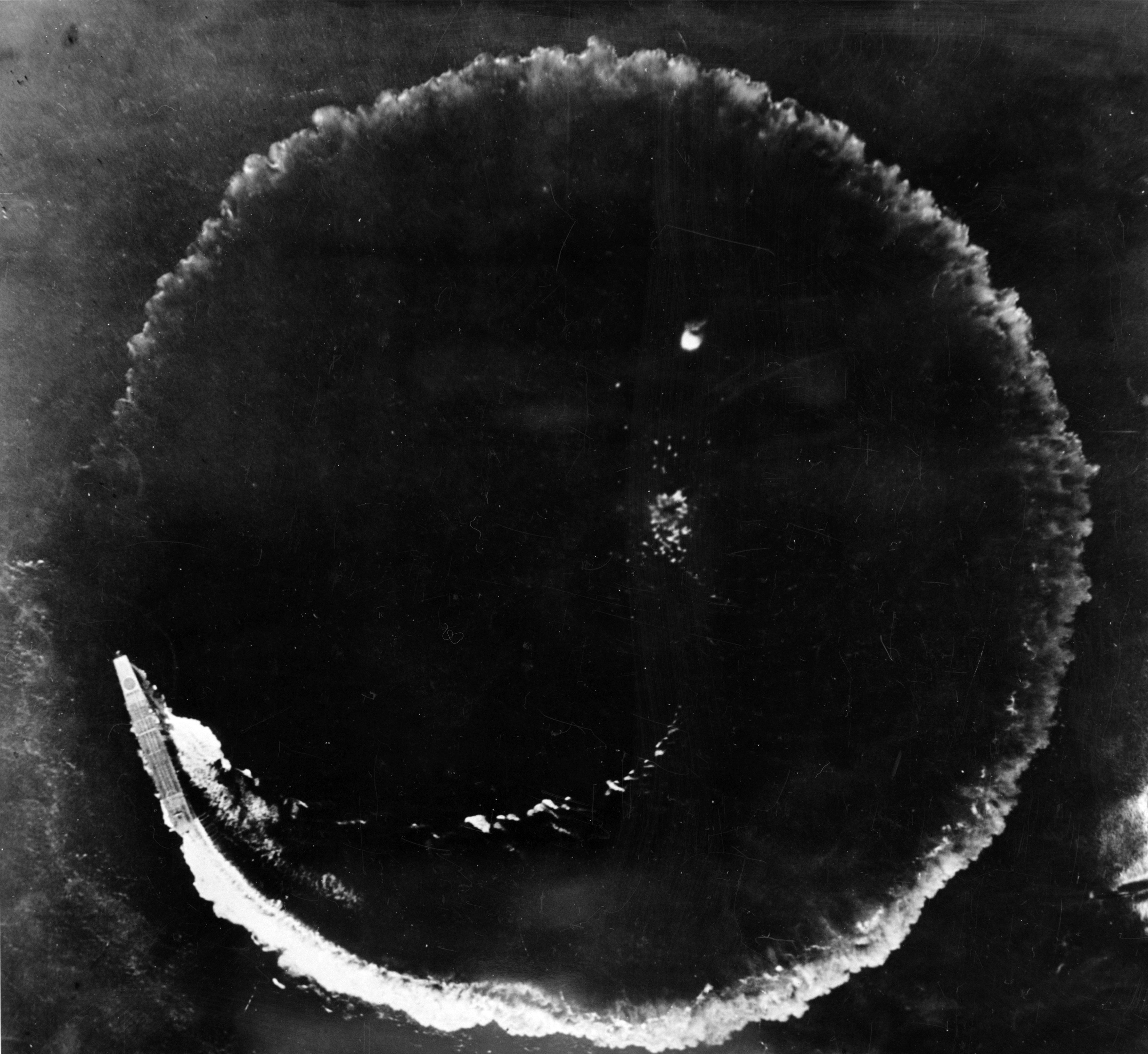
Le porte-avions japonais Sōryū attaqué par des bombardiers B-17 au début de la bataille de Midway.

### Midway
En juin 1942, le Sōryū était l'un des quatre porte-avions de la Kidô Butai de l'amiral Chuichi Nagumo présents à la bataille de Midway. Il embarquait alors vingt-et-un chasseurs Mitsubishi A6M, vingt-et-un bombardiers en piqué Aichi D3A et vingt-et-un torpilleurs Nakajima B5N.
Le 4 juin, il participa à la première vague d'attaque sur l'atoll de Midway. À 10 h 25, alors qu'il se préparait à attaquer la formation des porte-avions américains, il fut attaqué par treize bombardiers en piqué SBD Dauntless du porte-avions USS Yorktown et fut touché par trois bombes de 1 000 livres. Les incendies qui éclatèrent alors parmi les avions en cours de ravitaillement se répandirent en quelques minutes à l'ensemble du navire. À 10 h 40, il fut mis en panne et l'équipage fut évacué vers les destroyers Isokaze et Hamakaze. Le Sōryū coula à 19 h 13, avec son commandant qui avait choisi de rester à bord.
Au total, 711 marins furent tués.